# 阿塔卡馬宇宙望遠鏡計畫
阿塔卡馬宇宙望遠鏡計畫（Atacama Cosmology Telescope）是一座毫米波望遠鏡，位於智利北部阿塔卡馬沙漠的塔科山上。阿塔卡馬宇宙望遠鏡計畫對天空進行了高靈敏度、角分分辨率的微波波長測量研究宇宙微波背景輻射（CMB），即大爆炸過程留下的殘留。阿塔卡馬宇宙望遠鏡計畫位於聖佩德羅德阿塔卡馬40公里，海拔5,190公尺（17,030英尺），是世界上最高的地面望遠鏡之一。

## 外部連結
- The ACT Homepage